# Plaza del Callao

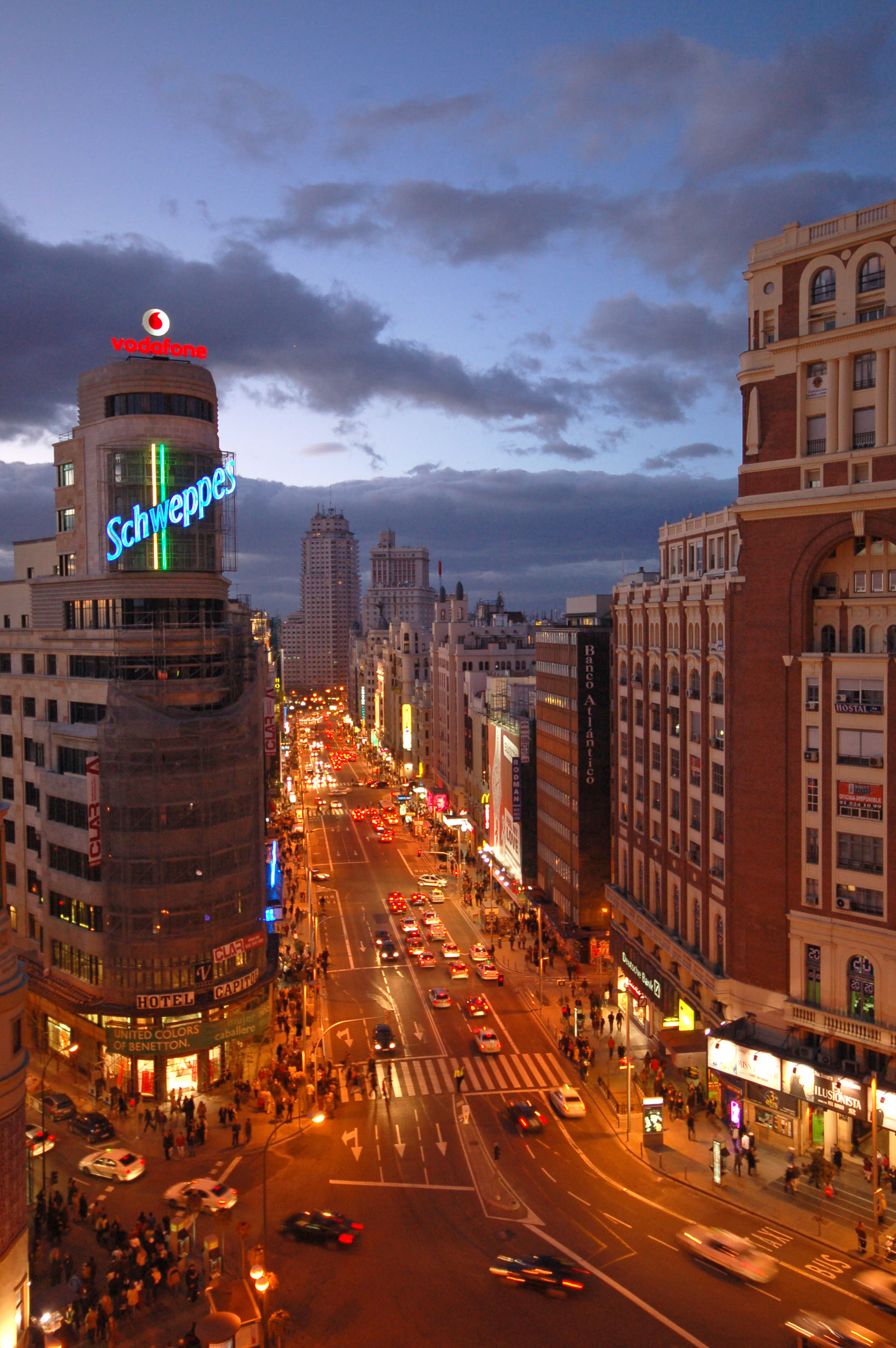
Abenddämmerung über Gran Vía und Plaza del Callao.

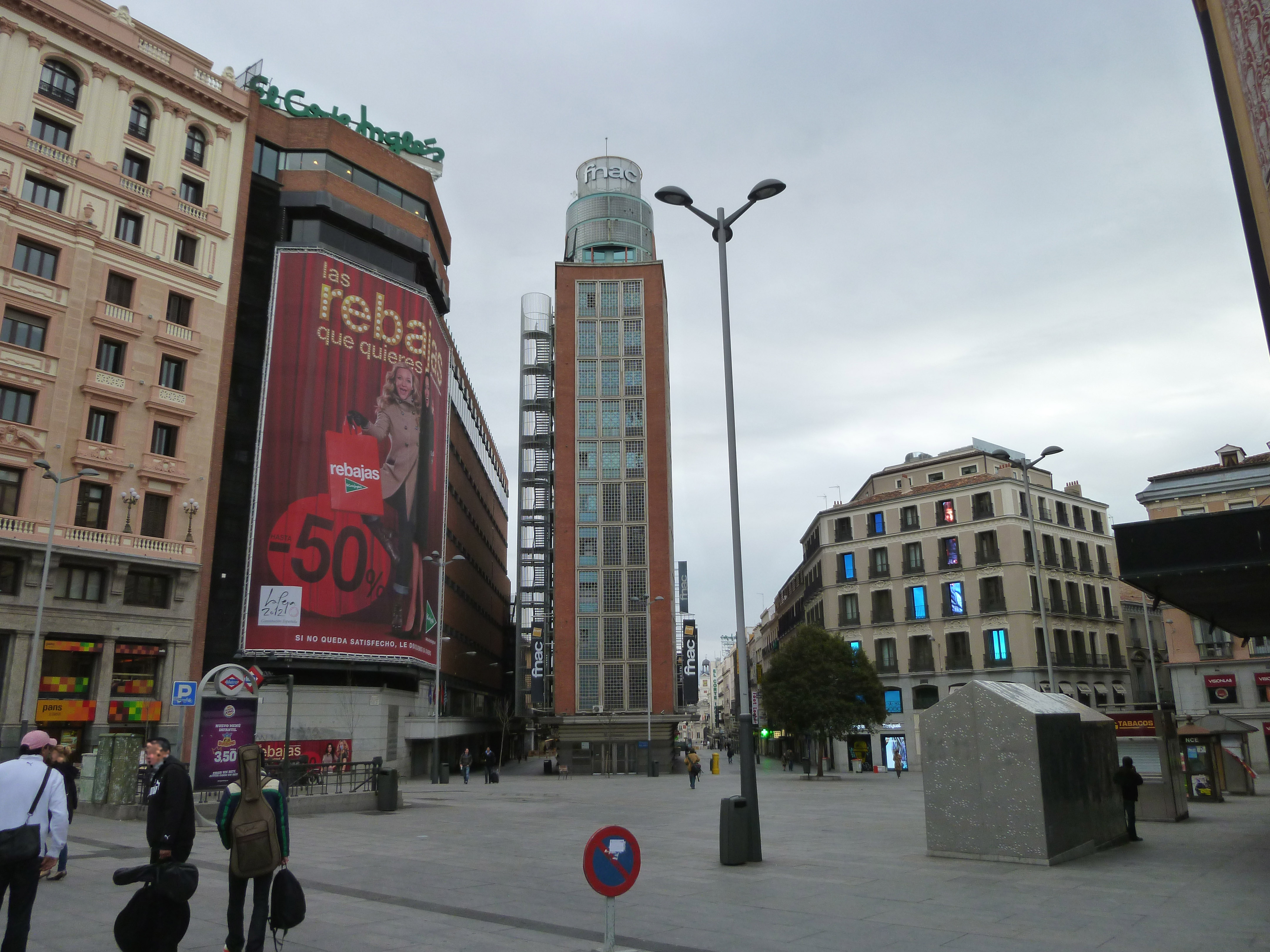
Ansicht der Plaza del Callao.

Die Plaza del Callao in Madrid befindet sich im mittleren Teil der Gran Vía und wurde zwischen 1910 und den 1940er Jahren bebaut.
Vorläufer war ein kleiner Platz gleichen Namens. Namhafte Gebäude am Platz sind heute das
Edificio Carrión, errichtet 1933 durch die Architekten Luis Martínez Feduchi und Vicente Eced y Eced, mit 14 Geschossen zu seiner Zeit eines der höchsten Gebäude von Madrid,  weiters auf Nr. 4 der etwa gleich hohe Palacio de la Prensa aus 1928 von Pedro Muguruza, das Edificio Fnac und auf Nr. 3 das 1927 errichtete Kino Edificio Cine Callao von Luis Gutiérrez Soto. Der Platz ist seit 2005 Fußgängerzone.
Die in den Platz einmündende Calle Preciados ist bekannt für ihre teuren Modegeschäfte.